# ام۲۶ پرشینگ
ام ۲۶ پرشینگ (به انگلیسی: m26 pershing) یک تانک سنگین/متوسط است که در آخرین ماه‌های جنگ جهانی دوم در طی تهاجم به آلمان و به‌طور گسترده در طول جنگ کره مورد استفاده قرار گرفت.
این تانک در آخرین ماه‌های جنگ جهانی دوم در طی تهاجم به آلمان و به‌طور گسترده و در طول جنگ کره نیز مورد استفاده قرار گرفت. نام این تانک به افتخار ژنرال ارتش جان جی پرشینگ گذاشته شد که در جنگ جهانی اول نیروی اعزامی ارتش ایالات متحده آمریکا در اروپا را رهبری کرد.
ام ۲۶ ابتدا قرار بود جایگزین ام ۴ شرمن شود، اما به دلیل طولانی بودن توسعه، تنها تعداد کمی از آنها شاهد نبرد در اروپا بودند. مورخ آمریکایی آر پی هانیکات، بر اساس معیارهای قدرت شلیک، تحرک و زره، پرشینگ را ضعیف تر از تانک سنگین آلمانی تایگر ۲، اما بهتر از تانک سنگین تایگر و تانک متوسط پانتر قرار داد. در سال ۱۹۵۱، نسخه ارتقاء یافته آن، ام۴۶ پاتون، که دارای موتور قوی تر و قابل اعتمادتر و سیستم تعلیق پیشرفته بود، جایگزین آن شد.